# Кий, Сергей Викторович
Сергей Викторович Кий (укр. Сергій Вікторович Кий; род. 21 декабря 1969, Сусуман) — украинский бизнесмен, политик и государственный деятель, народный депутат Верховной рады Украины V (2006—2007), VI (2007—2012) и VII (2012—2014) созывов.

## Биография
Родился 21 декабря 1969 года в городе Сусуман Магаданской области, Россия.
В 1988—1990 годы служил в армии СССР.
Проживает в Киеве.

### Образование
В 1988 году окончил ПТУ № 24 в городе Ясиноватая Донецкой области по специальности газоэлектросварщик.
В 2005 году окончил Донецкий национальный университет (специальность — международная экономика).

### Деятельность
В 1990 — 1996 годы работал по специальности на частных предприятиях.
1997—1998 годы — менеджер ЗАО Донагропродукт.
1998—1999 годы — заместитель директора ООО Щит.
2000—2001 годы — работал в ЗАО Азовская продовольственная компания.
2001 — 2006 годы — помощник президента ЗАО Шахтёр (футбольный клуб, Донецк) Рината Ахметова.
В 2012 году занял 52 место в рейтинге 200 самых богатых людей Украины $283 млн.
Обладатель контрольного пакета акций концерна «АРС», контролирующего угольные и коксохимические предприятия Украины.
Конечный бенефициар ООО "Финансовая компания «Приоритет».

### Политическая карьера
2006—2007 годы — народный депутат Украины V созыва от фракции Партия регионов Украины (№ 70 в избирательном списке). Член комитета ВРУ по вопросам топливно-энергетического комплекса, ядерной политики и ядерной безопасности.
2007—2012 годы — народный депутат Украины VI созыва от Партии регионов (№ 69 в избирательном списке). Член комитета Верховной Рады по вопросам семьи, молодёжной политики, спорта и туризма.
С декабря 2012 года по ноябрь 2014 года — народный депутат Украины VII созыва от Партии регионов (№ 33 в списке). Член комитета Верховной Рады по иностранным делам. После февраля 2014 года на заседаниях ВРУ не появлялся.

## Взгляды
Патриот Донбасса.
Болельщик ФК «Шахтер».
До 2006 года проживал в городе Черновцы.

## Награды и звания
Народный депутат Украины трёх созывов.

## Семья
Не женат. Есть сын Никита 2002 года рождения.